# Isobel Black
Pour les articles homonymes, voir Black.
Isobel Amy Black, née à Édimbourg (Écosse) le 15 décembre 1943, est une actrice britannique. Elle est la fille de l'écrivain Ian Stuart Black. Elle est surtout connue pour ses rôles dans les productions de la Hammer, firme spécialisée dans le film d'horreur des années 1950 à 1970.
Isobel Black apparaît en 1963 dans The Kiss of the Vampire où elle incarne Tania, une jeune femme vampire perverse et intrigante. On la voit ensuite dans Les Sévices de Dracula puis 10 Rellington Place, tous deux de 1971. Elle participe également à de nombreuses séries télévisées comme Chapeau melon et bottes de cuir. 

## Filmographie
- 1966 : Destination danger (série télévisée) : épisode 21 de la saison 3 ("L'homme aux pieds mouillés")